# Упразднённые музеи Москвы

## Список

### Музеи советской тематики
| Фото | Название                                  | Адрес                        | Описание экспозиции |
| ---- | ----------------------------------------- | ---------------------------- | --- |
|      | Музей В. И. Ленина                        | Площадь Революции, 2/3.      | Музей существовал в 1924-1993 годах. В 1993 году его экспонаты переданы в фондохранилище Государственного исторического музея, как самостоятельный отдел. Здание бывшего музея Ленина (построенное до революции для Московской городской думы) используется для временных выставок Государственного Исторического музея. Там же находится Музей Отечественной войны 1812 года созданный к её двухсотлетнему юбилею. |
|      | Музей К. Маркса и Ф. Энгельса             | Малый Знаменский переулок, 5 | Музей располагался в усадьбе Вяземских-Долгоруковых, которая сегодня реконструируется для передачи ГМИИ имени Пушкина. В состав музея входило специально построенное здание - копия дома Ф. Энгельса в Манчестере (сохранилось). Музей, созданный в 1962 году, закрыт вскоре после Перестройки, его фонды переданы в РГАСПИ.                                                                                        |
|      | Музей М. И. Калинина                      | Моховая улица, 6/1           | Музей существовал с 1950 по 1992 год. Ныне в здании находится каталог центра восточной литературы Российской государственной библиотеки и зал для тематических мероприятий. |
|      | Музей-квартира А. И. Ульяновой-Елизаровой | Манежная улица, 9            | Музей существовал с 1980 по 1992 год в квартире сестры Ленина. В 1992 году музей-квартира была переименована в музей «Женщины России», но уже в 1995 году окончательно закрыта, а экспонаты переданы в Государственный Исторический музей. |

### Музеи в храмах, переданных РПЦ
| Фото | Название                                       | Адрес                           | Описание экспозиции |
| ---- | ---------------------------------------------- | ------------------------------- | --- |
|      | Крутицкое подворье                             | Крутицкая улица, 17, строение 4 | Уникальный старинный архитектурный комплекс 17 века, до Перестройки принадлежал ГИМ, в настоящее время занят РПЦ, но отлично подходит для внешнего осмотра. |
|      | Донской монастырь                              |                                 | В Донском монастыре с 1934 по 1991 год располагался филиал музея Архитектуры имени Щусева. Благодаря этому удалось не только сохранить уникальный некрополь Донского монастыря (единственный сохранившийся монастырский некрополь в Москве), но и удалось перевезти в монастырь и разместить в нишах стен с внутренней стороны фрагменты декора Сухаревой башни и Храма Христа Спасителя. Удалось также перевезти и сохранить на территории монастыря уникальные памятники дореволюционной скульптуры с других уничтоженных кладбищ. После выселения музей не получил нового помещения, и, в результате, фонды были складированы в главном музейном здании (дом Талызина на Воздвиженке), а возможность организовать большую постоянную экспозицию была утрачена почти на 20 лет. |
|      | Высоко-Петровский монастырь                    |                                 | В советское время в Братском корпусе монастыря располагалось главное помещение Государственного Литературного музея. После 2009 года началась поэтапная передача монастыря верующим, Литературному музею был выделен вместо этого доходный дом Вернадских, реставрация которого под нужды музея завершилась в 2019 году. |
|      | Новодевичий монастырь                          |                                 | В Новодевичьем монастыре с 1934 по 2010 год располагался филиал Государственного Исторического музея и его реставрационные мастерские. После 2010 года все помещения были переданы общине монастыря, однако часть из них продолжает использоваться в музейных целях в качестве церковного музея. |
|      | Храм Троицы Живоначальной в Никитниках         |                                 | Храм Троицы в Никитниках, известный своей уникальной архитектурой и хорошо сохранившимися росписями, являлся филиалом Государственного Исторического музея с 1930-х годов. В настоящее время действующий храм. |
|      | Храм Покрова Пресвятой Богородицы в Филях      |                                 | Храм являлся филиалом музея Древнерусского искусства имени Андрея Рублёва с 1971 по 2017 год. |
|      | Храм Успения Пресвятой Богородицы в Печатниках |                                 | В храме с 1950 по 1991 год располагался музей Морского флота. В настоящее время музей Морского флота, после долгих мытарств, получил здание на Ордынке, однако его работа до сих пор в полной мере не возобновлена. |
|      | Храм апостола Иоанна Богослова под Вязом       |                                 | В храме с 1935 по 2011 год располагался Музей Истории Москвы. После этого музею Москвы был передан комплекс Провиантских складов. Храм передан верующим. |

### Частные музеи
| Фото | Название                                                                  | Адрес                                                         | Описание экспозиции |
| ---- | ------------------------------------------------------------------------- | ------------------------------------------------------------- | --- |
|      | Музей мебели                                                              |                                                               | Музей мебели создавался в Москве два раза. В первый раз - вскоре после революции. В музее демонстрировались предметы из дворянских домов и усадеб. Спустя какое-то время он был упразднён. Второй раз музей мебели был создан после Перестройки на основе частной коллекции и занимал 10 залов в особняке на Таганке. В 2013 году экспозиция была перевезена в Московскую область. |
|      | Дом иконы и живописи имени С. П. Рябушинского (Дом иконы на Спиридоновке) | Улица Спиридоновка, 4                                         | Музей, созданный на основе частной коллекции бизнесмена Игоря Возякова, просуществовал менее пяти лет (2009-2013) и закрылся на бессрочную реконструкцию. Судьба коллекции неизвестна. |
|      | Институт русского реалистического искусства                               | Дербеневская наб. 7, стр. 31 (въезд через Дербеневскую улицу) | Музей русской реалистической живописи 20 века, занимал большое отдельное здание, полностью отреставрированное для нужд музея, но был закрыт на неопределённый срок в связи уголовным преследованием владельца коллекции, предпринимателя Ананьева. |
|      | Музей Игоря Талькова.                                                     | Черниговский переулок, 9/13, строение 2/3                     | Музей был выселен из помещения в центре Москвы, которое занимал. Подыскивается новое помещение. |
|      | Музей ретроавтомобилей «Автовилль»                                        | Улица Усачёва, 2/1                                            | Музей существовал с 2008 по середину 2010-х годов, после чего был закрыт. Судьба коллекции неизвестна. |
|      | Музей культовых автомобилей М.О.С.Т.                                      | Крымский Вал, 10, стр. 2                                      | Находился под Крымским мостом напротив Новой Третьяковки. |
|      | Международный центр Рерихов                                               | Малый Знаменский переулок, 3/5                                | Музей посвящён живописи и культурному наследию художника Николая Рериха, его жены и сыновей. В 2017 году музей закрыт решением суда. |

### Государственные музеи
| Фото | Название                                             | Адрес                                             | Описание экспозиции |
| ---- | ---------------------------------------------------- | ------------------------------------------------- | --- |
|      | Дом-музей Аксаковых                                  | Сивцев Вражек, 30/1                               | Музей существовал с 1984 по 2004 год. В 2004 году сгорел. После реконструкции особняка в нём находятся фонды Государственного литературного музея, доступа для посетителей нет. |
|      | Музей кустарных изделий                              | Леонтьевский переулок, 7                          | Он же - «Музей народного искусства имени С. Т. Морозова», «Кустарный музей». Здание построено в 1911 году специально для музея. Ныне музей влит в состав Всероссийского музея декоративно-прикладного и народного искусства и находится в другом здании (Делегатская улица, 3). Несмотря на это, часть посетителей обращается по старому адресу. |
|      | Музей «Обретая свободу»                              | Делегатская улица, 3                              | Филиал Государственного центрального музея современной истории России, работавший с 1990 по 2016 год в одном здании с Всероссийским музеем декоративно-прикладного и народного искусства (ВМДПНИ). |
|      | Центральный дом художника                            | Крымский вал, 10 (вход со стороны Крымского вала) | Крупный выставочный центр. В том же здании находилась часть экспозиции Третьяковской галереи (вход с боковой стороны).В 2019 году закрыт, пространство передано Третьяковской галерее. |
|      | Музей русской усадебной культуры в Усадьбе Кузьминки | Тополёвая аллея, дом 6.                           | Загородная усадьба князей Голицыных. Парк с прудами, действующая церковь, множество усадебных построек. В двух из них действовала музейная экспозиция. Закрыт в 2019 году. |